# Ovar Nilsson
Ovar Emanuel Nilsson, född 6 oktober 1912 i Höganäs, död 3 december 2001 i Höganäs, var en svensk krukmakare, keramiker och författare.

## Krukmakare
Ovar Nilsson föddes 1912 i ett arbetarhem i Höganäs. Efter föräldrarnas skilsmässa växte han upp under fattiga förhållanden hos farföräldrarna. Redan som fjortonåring började han att arbeta på keramikföretaget Andersson & Johansson (senare kallat Höganäs Keramik) med enklare sysslor som att tömma och sätta ugnarna och att glasera. Han lärde sig att dreja på middagsrasterna och efter några år blev han anställd som drejare, först små enkla saker, sedan mer avancerade. Efter femton år med det enahanda ackordsarbetet började han att känna sig som en robot. Han och kollegan Åke Carlsson sade upp sig och startade ett eget bolag 1942, ”Krukmakaren”. 
På 1940- och 1950-talen drejades alla vaser, urnor och andra bruksföremål för hand. En drejare kunde göra 100‒200 ”pottor” om dagen. De brändes i en kolugn som gjorde att färgerna varierade något. Konkurrensen gjorde dock att man tvingades gå över till effektivare maskintillverkning. Kolugnen ersattes av gasolugn. Nu fick alla föremål av en sort exakt samma form och samma färg. Det var en utveckling som Ovar Nilsson beklagade men såg sig tvungen att acceptera.
1966 sände svensk television serien ”Hemsöborna” efter August Strindbergs roman. Boken inleds med orden ”Han kom som ett yrväder en april-afton och hade ett höganäskrus i en svångrem om halsen.” Höganäsbolaget, som på Strindbergs tid stod för tillverkningen av höganäskrus, hade sedan länge lagt ner denna produktion, men Ovar Nilssons och Åke Carlssons ”Krukmakaren” tillverkade fortfarande stora mängder, både för den svenska marknaden och för export.

## Keramiker
När Ovar Nilsson arbetade med serietillverkat stengods kallade han sig krukmakare, inte keramiker. Han hade dock ända sedan ungdomen drömt om att göra konst av leran. 1941 deltog han som keramiker i en samlingsutställning i Höganäs med konstnärer från Kullabygden. På 1940-talet gick han kurser i Köpenhamn och på Konstfackskolan i Stockholm. Där lärde han sig att ”göra en spänstig form, och även att ge själ åt formen.” Senare praktiserade elever från Konstfack hos honom i Höganäs. På 1970-talet tog hans söner delvis över krukmakeriet och han fick själv mer tid att ägna sig åt konstkeramik och förverkliga idéer han haft, alltså bli ”keramiker”. Helmer Lång skrev senare om Nilssons ”karaktärsfulla skapelser av knotiga människor, med sin grova förenkling av formerna och sin gulbruna lerfärg, ibland erinrande om Döderhultarens originella träskulpturer”.

## Författare
Runt 1970 började Ovar Nilsson skriva om människor han mindes från 1920-, 30- och 40-talen eller som han hört farföräldrarna berätta om. Syftet var att hans barn skulle få veta hur livet var i Höganäs en gång. Det var berättelser om fattigdom och hårt arbete i bruksorten. Höganäsbolagets gruvdrift och lergodstillverkning dominerade tillvaron. 
Ovar Nilsson skrev för hand. Det blev efter hand flera tusen A4-sidor. Han tänkte att det borde kunna intressera fler och lämnade in sidorna till biblioteksstyrelsen i Höganäs för granskning. Hans berättelser blev dock refuserade av styrelsen med motiveringen att man inte ville ha med sådana ”porrberättelser” att göra. Svensk television fick tips om den skrivande krukmakaren och sände hösten 1973 ett program om honom, ”Det ena man vill, det andra man måste”.
Det som biblioteket tackat nej till blev i stället boken Martin Hyvare och andra berättelser från ett brukssamhälle (1974) utgiven på förlaget Eremit press tack vare ett bidrag på 5 000 kr från arbetarekommunen. Det är historier om bruksarbetare och gruvarbetare och om klassamhället runt sekelskiftet 1900. Några berättelser publicerades också i Aftonbladet och i ABF:s tidning Fönstret.
1976 kom nästa bok, Stackars arma människor, denna gång på Tidens förlag. ”… en rapsodisk småstadskrönika med porträtt av bruksarbetare och deras hustrur, hantverkare, sjöfolk och handelsmän.” Om monotoni i det elände som följde med industrialismens framväxt, men också om vitalitet och livsvilja.
Stormgatan (Tidens förlag, 1978) är ”… genuint folklig kulturhistoria, mustig och spontan, humoristisk och ilsken” med ”nästan översvallande engagemang, i vilket ömsinthet och livsglädje paras stark bitterhet och dovaste vrede.”
Ovar Nilsson medverkade också i antologin Nordvästra Skåne sett med 59 ögon (Eremit press, 1977).

## Kulturstipendium och utställning
1975 tilldelades Ovar Nilsson Höganäs kommuns kulturstipendium.
I en utställning på Höganäs museum 2004 kunde man med foton och faktarutor, bruksföremål och konstföremål, följa Ovar Nilssons liv som krukmakare och keramiker.